# 鈴木SX4
鈴木SX4（日语：スズキ・SX4）為日本鈴木公司自2006年起開發製造的緊湊型跨界休旅車，第一代之兄弟車為飛雅特Sedici。
關於車名SX4，乃是「Sports X-over 4 all seasons（適合四季使用的運動型跨界休旅車）」之縮寫。

## 歷史

### 第一代（2006年-2014年）
2005年 - 12月1日在日本公開發表，並同日於歐洲開始生產；2006年日內瓦車展正式面世。此車款與義大利飛雅特汽車合作開發，並由義大利設計-喬治亞羅公司負責設計，故與飛雅特Sedici同為兄弟車，但後者僅限歐洲市場銷售。外型方面，車頭蜂巢式水箱護罩兩端向上拉出A柱折線，車側的低腰線搭配大片窗戶及車頂置物架，刻意外張的車輪拱讓車尾較為肥厚，整體融合了越野風格。內裝部分除了6/4分離後座座椅，亦提供兩段式前翻分離座椅、後椅背完全收納等變化設計，可滿足不同需求調整空間變化。
採用TECT高剛性車體結構的底盤與第二代鈴木Swift相同，但因車高較高，在彎道中重心轉移的狀況頗為嚴重，連帶影響後輪的穩定性。懸吊系統採用歐系車常見的前麥花臣、後拖曳臂之設計，至於動力心臟因應各地市場的不同需求：
- 歐洲：1.6L直列四缸DOHC M16A型引擎、2.0L直列四缸DOHC J20A型引擎、1.9L直列四缸共軌直噴D19A型渦輪增壓柴油引擎
- 北美洲：2.0L直列四缸DOHC J20A型引擎
- 日本：1.5L直列四缸DOHC M15A型引擎、2.0L直列四缸DOHC J20A型引擎
- 臺灣、中國：1.6L直列四缸DOHC M16A型引擎
- 印尼：1.5L直列四缸DOHC M15A型引擎

同年11月19日在中國北京國際車展公開原廠代號YY5的三廂轎車版並命名為「天語SX4」，以填補鈴木Liana的產品空缺；11月28日開始在長安鈴木下線生產。除了多出第三廂的車尾配置，1.6L直列四缸DOHC M16A型引擎也因應當地交通情況重新調校，最大馬力108hp / 5,500rpm，峰值扭力為14.6kg·m / 3,500-4,500rpm；且提供五速手排與四速自排兩種變速箱。長安鈴木更為了中國的消費需求，提供米色雙彩內裝；高端車款更配備了六具安全氣囊、防鎖死煞車系統、EBD煞車力道分配系統、頂級CD音響與恆溫空調系統等配置。
2006年 - 4月開始在美國、加拿大市場開賣，日本當地於7月4日上市，臺灣則在同年12月推出。臺灣市場之版本包含雙前座SRS輔助氣囊、車門輔助氣囊與前後車窗輔助氣囊等六顆安全氣囊，再加上安全帶自動緊縮裝置及束力限制機構，保障駕駛者的安全。另外，ABS防鎖死煞車系統、EBD煞車力道分配系統、16吋五幅式鋁合金輪圈、音響快撥鍵、恆溫空調系統、keyless無鑰匙啟動系統等亦為全車系標準配備。
2007年 - 印度馬魯蒂鈴木公司開始投產三廂轎車式SX4，一開始1.6L直列四缸DOHC M16A型引擎並沒有VVT可變汽門正時機構，後來才加入此機構。2010年8月該公司推出CNG天然氣裝置套件，2011年2月則推出1.3L直列四缸DOHC Multijet型柴油引擎版本。
2009年 - 美國市場推出「iAWD」四輪驅動車型，提供三種驅動方式：2WD前輪驅動、AWD AUTO四輪驅動、AWD LOCK四輪驅動。其中後者在時速超過每小時64公里可以啟動，電子式限滑差速器採取前軸50%、後軸50%的傳動比例。
2010年 - 實施小改款，北美洲式場新增六速手排變速箱，以及搭配CVT變速系統的2.0L直列四缸DOHC J20B型引擎，最大馬力148hp / 6,000rpm；同時新增巡航定速系統、ESP稱車身動態穩定系統等配備。臺灣市場也在2013年推出小改款，重新注入家族設計的U字形車頭設計，使得從車頭看A柱折線更為明顯。

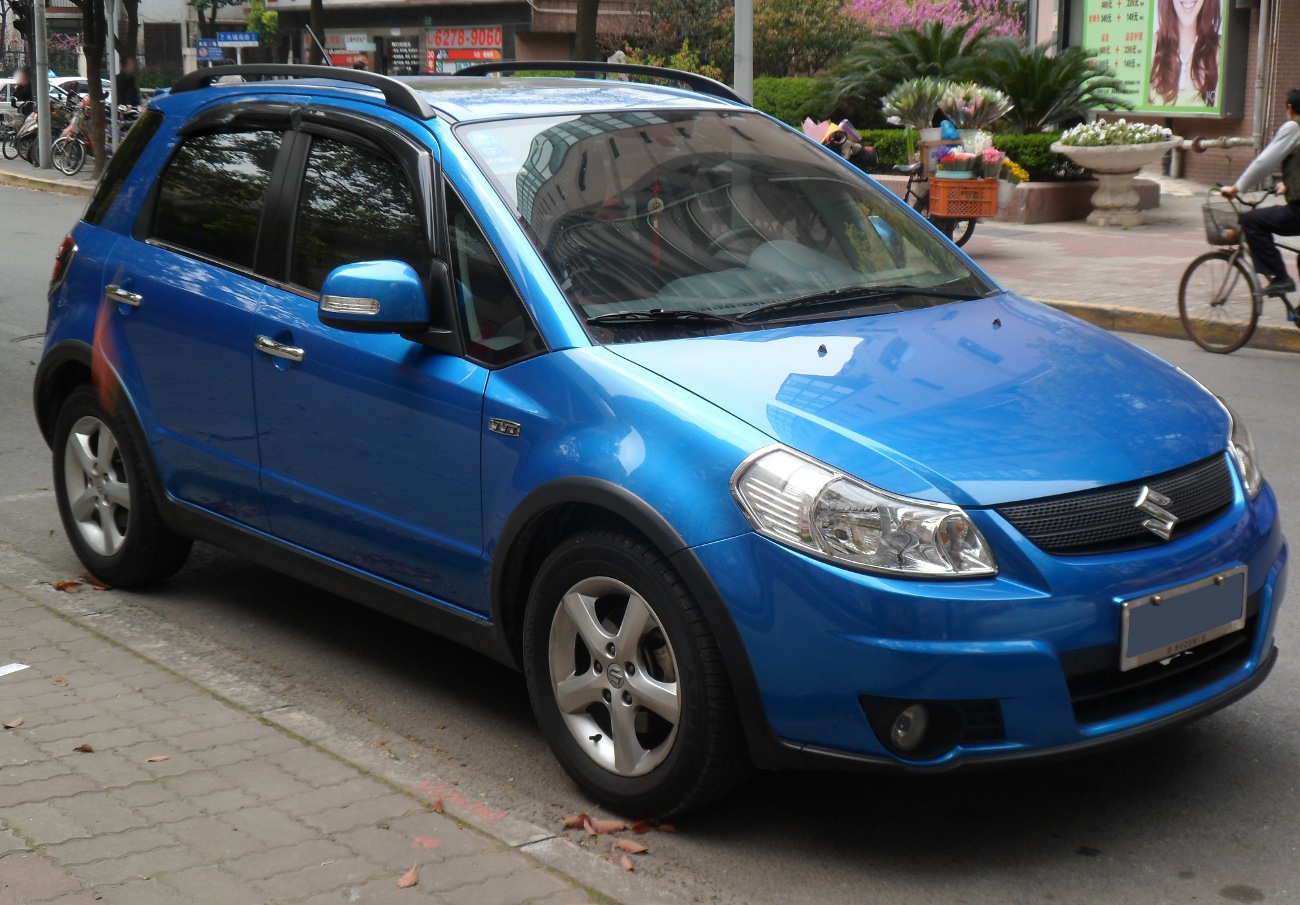
長安鈴木製造的SX4
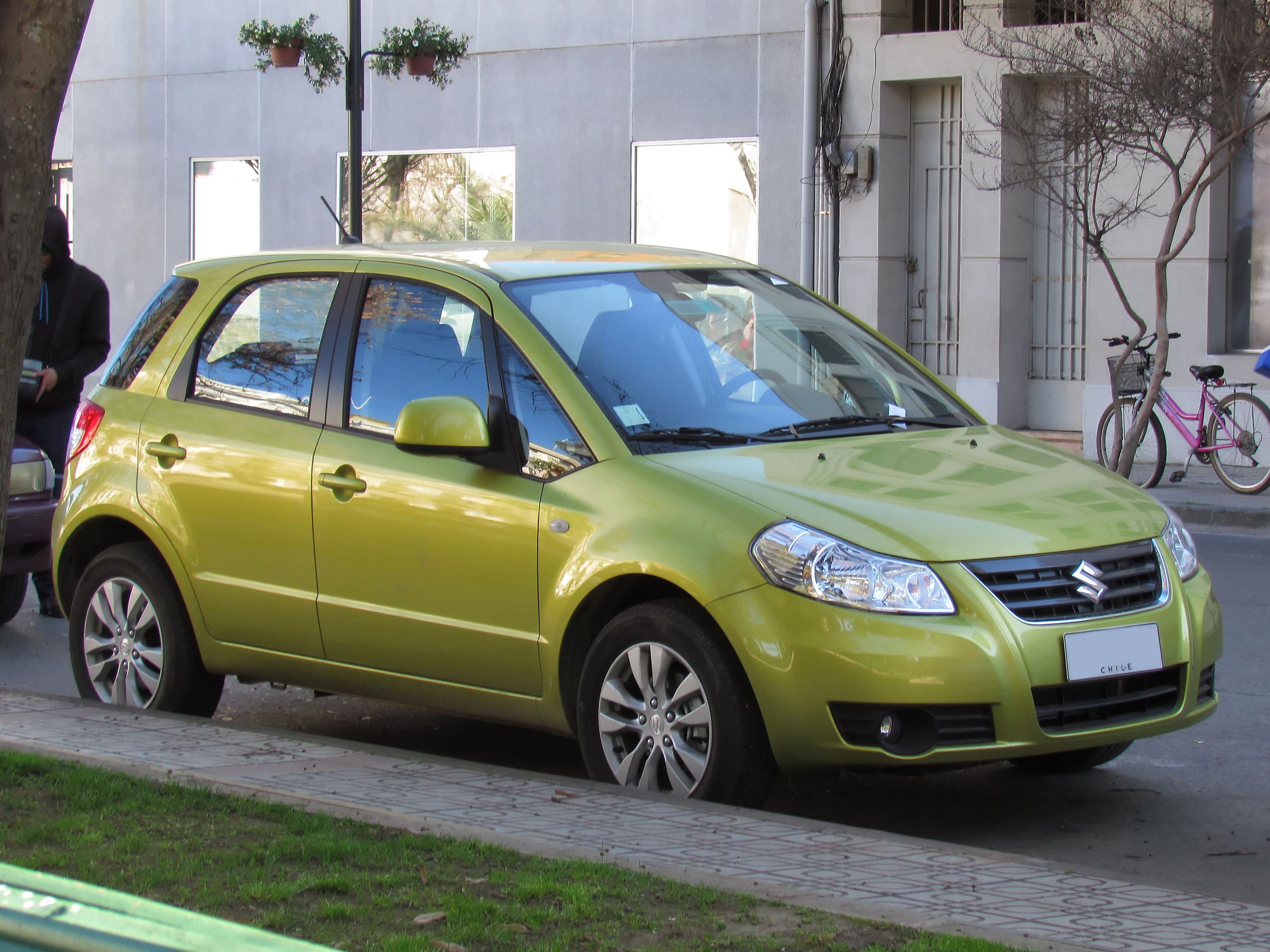
後期型
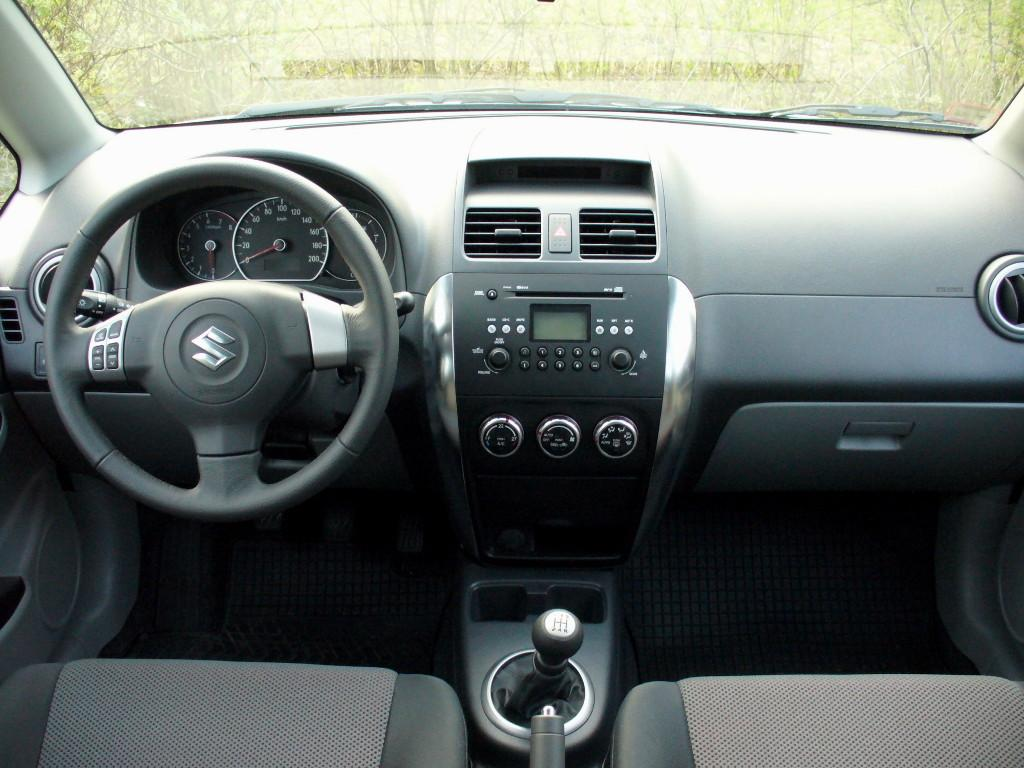
內裝
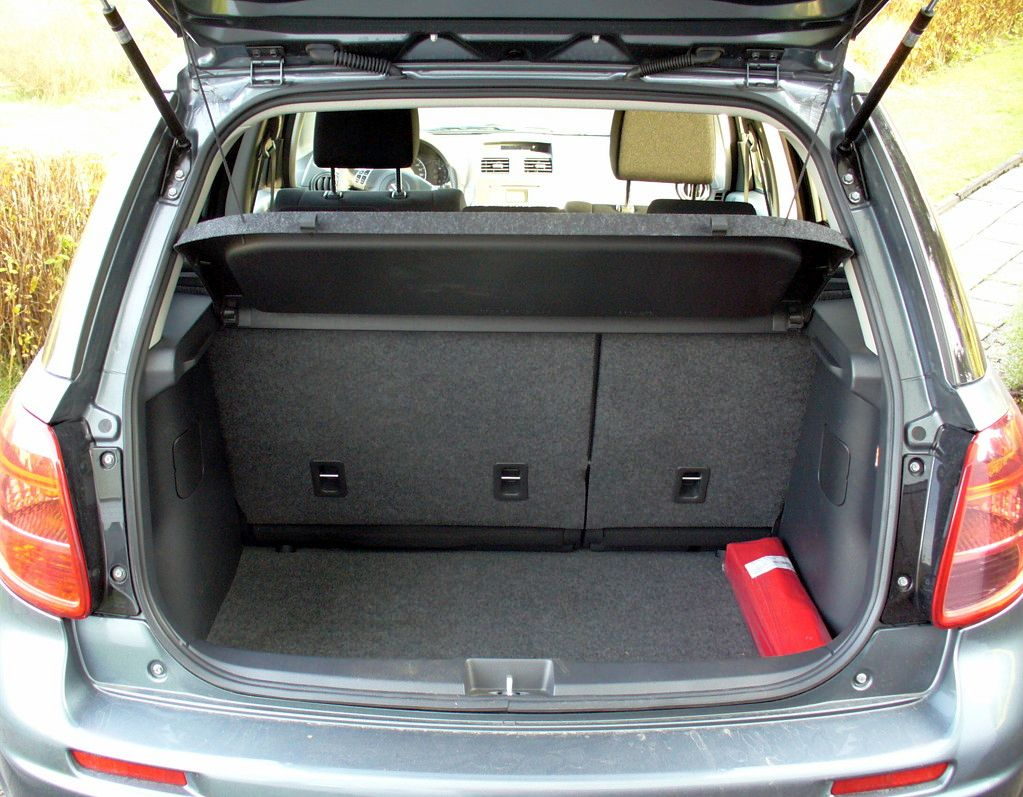
尾門掀開貌
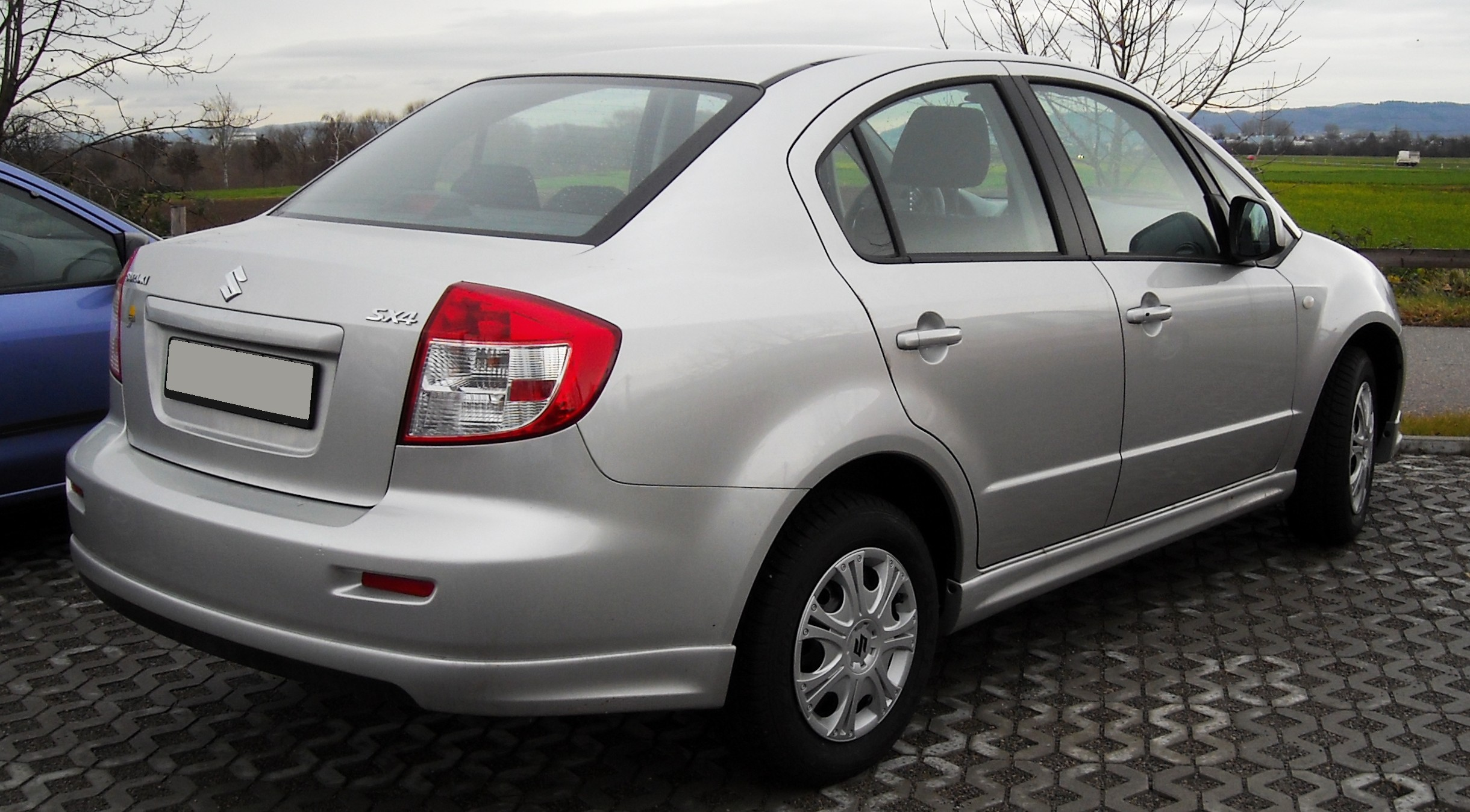
四門轎車車尾
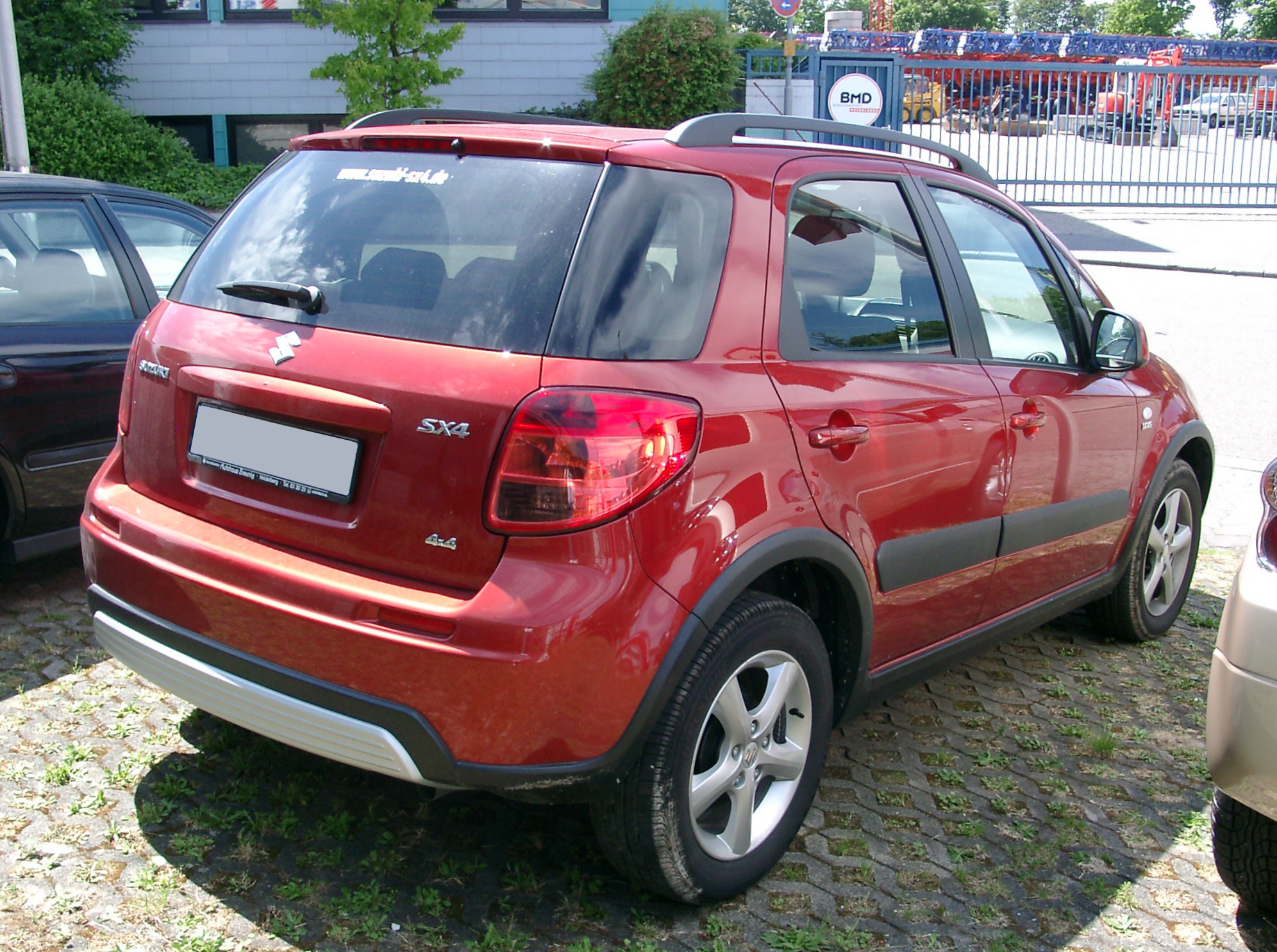
五門掀背車車尾
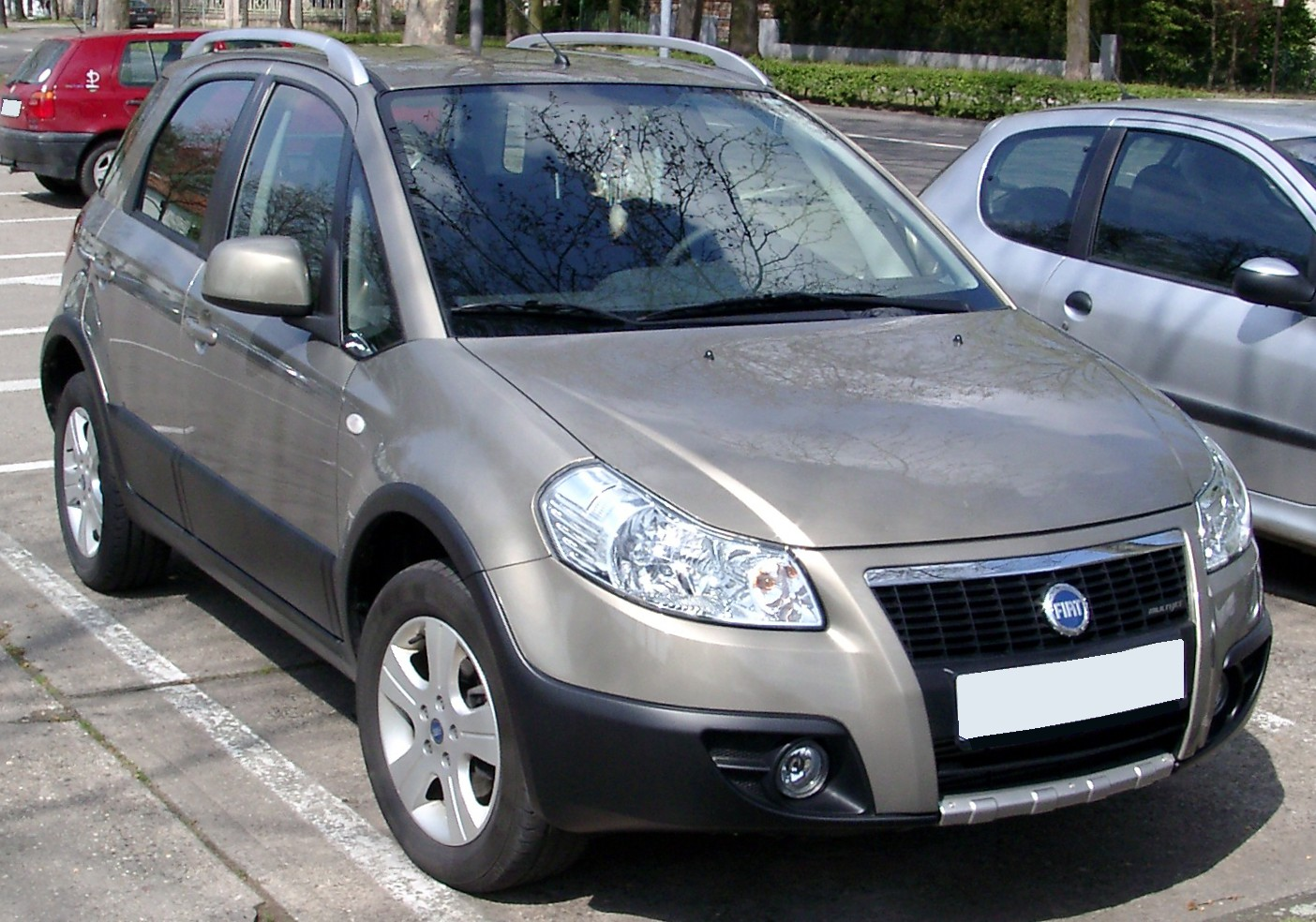
兄弟車飛雅特Sedici

#### 燃料電池汽車SX4-FCV

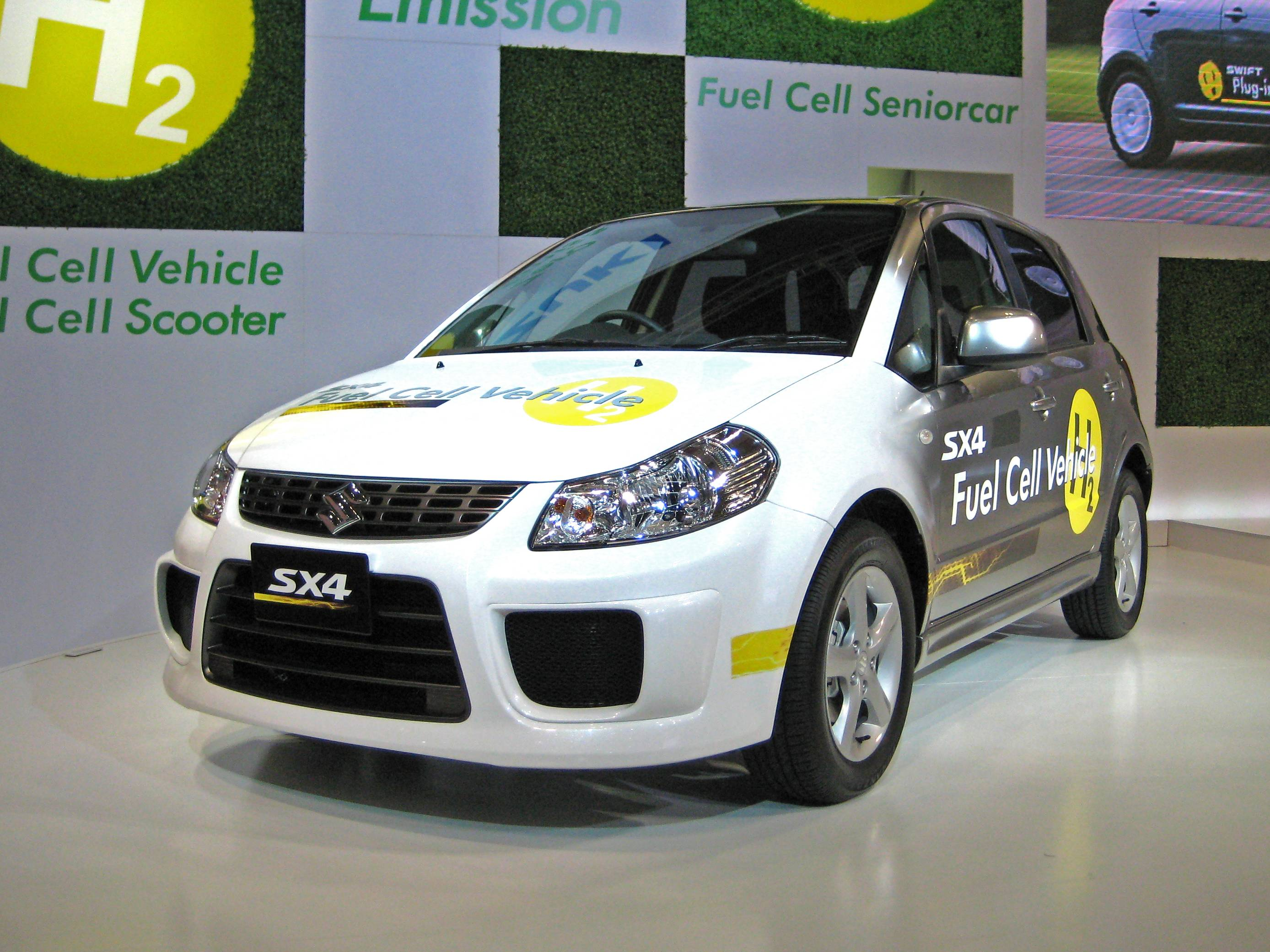
SX4-FCV

鈴木公司以SX4為基礎，開發出以燃料電池作為動力來源的「SX4-FCV」，並於2008年6月24日取得國土交通大臣認定。這輛車最高時速可達每小時150公里，續行距離為250公里，並裝置可回收輸出能量的蓄電電容器。

#### 競速賽事
2006年3月鈴木公司在日內瓦車展上宣布鈴木世界拉力車隊將投入2007年度世界拉力錦標賽，並公開其參賽概念車型式；這輛車乃由田嶋伸博率領的鈴木運動公司（IRD公司前身）負責設計。2007年2月開始在日本分站下場測試，至於砂石路測試則是同年4月在法國南部進行。接著在科西嘉島分站中，法國籍賽車手尼古拉斯·貝爾納迪（Nicolas Bernardi）和領航員讓-馬克·福廷（Jean-Marc Fortin）駕駛SX4 WRC實際下場比賽；該隊亦派出芬蘭籍塞巴斯蒂安·林霍爾姆（Sebastian Lindholm）和領航員托米·圖奧米寧（Tomi Tuominen）參加英國分站比賽。
2007年12月17日該車隊宣布2008年度的比賽中，將由稻垣秋介取代原技術主管米歇爾·南丹（Michel Nandan）的職務，川田輝擔任車隊經理，賽車手則為芬蘭籍托尼·加德邁斯特（Toni Gardemeister）、瑞典籍沛爾-貢納爾·安德森等二人。由於錯誤的頭段橡膠墊導致引擎故障，安德森在蒙地卡羅分站獲得第8名，加德邁斯特則在瑞典分站獲得第7名。後來，兩輛車在墨西哥分站雙雙退出比賽。接著在紐西蘭分站賽事中，安德森拿到第6名、加德邁斯特為第7名。日本分站裡兩人則各進步一名，甚至在札幌巨蛋舉辦的超級特殊賽程中，加德邁斯特替該車隊奪下第一個獲勝。在英國分站中，安德森獲得第5名，加德邁斯特則是第7名。
可惜的是，受到金融海嘯的衝擊，2008年12月15日該車隊宣布暫時退出2009年度WRC賽事。
這部為了參加美國派克峰國際爬山賽而特別打造的特製賽車，設計者與賽車手皆為田嶋伸博。動力心臟為3,071c.c.水冷式V型6缸DOHC引擎，在雙渦輪增壓器的加持下，可輸出910bhp / 8,750rpm的最大馬力和90.5kg-m / 5,850rpm的扭力峰值。為了輕量化，車體總重量刻意壓低至1,100公斤。果然2011年6月26日田嶋創下9分51秒278的記錄，打破自己於2007年7月21日駕駛鈴木運動XL7爬山賽特製車（Suzuki Sport XL7 Hill Climb Special）所創的10分1秒408的舊記錄。

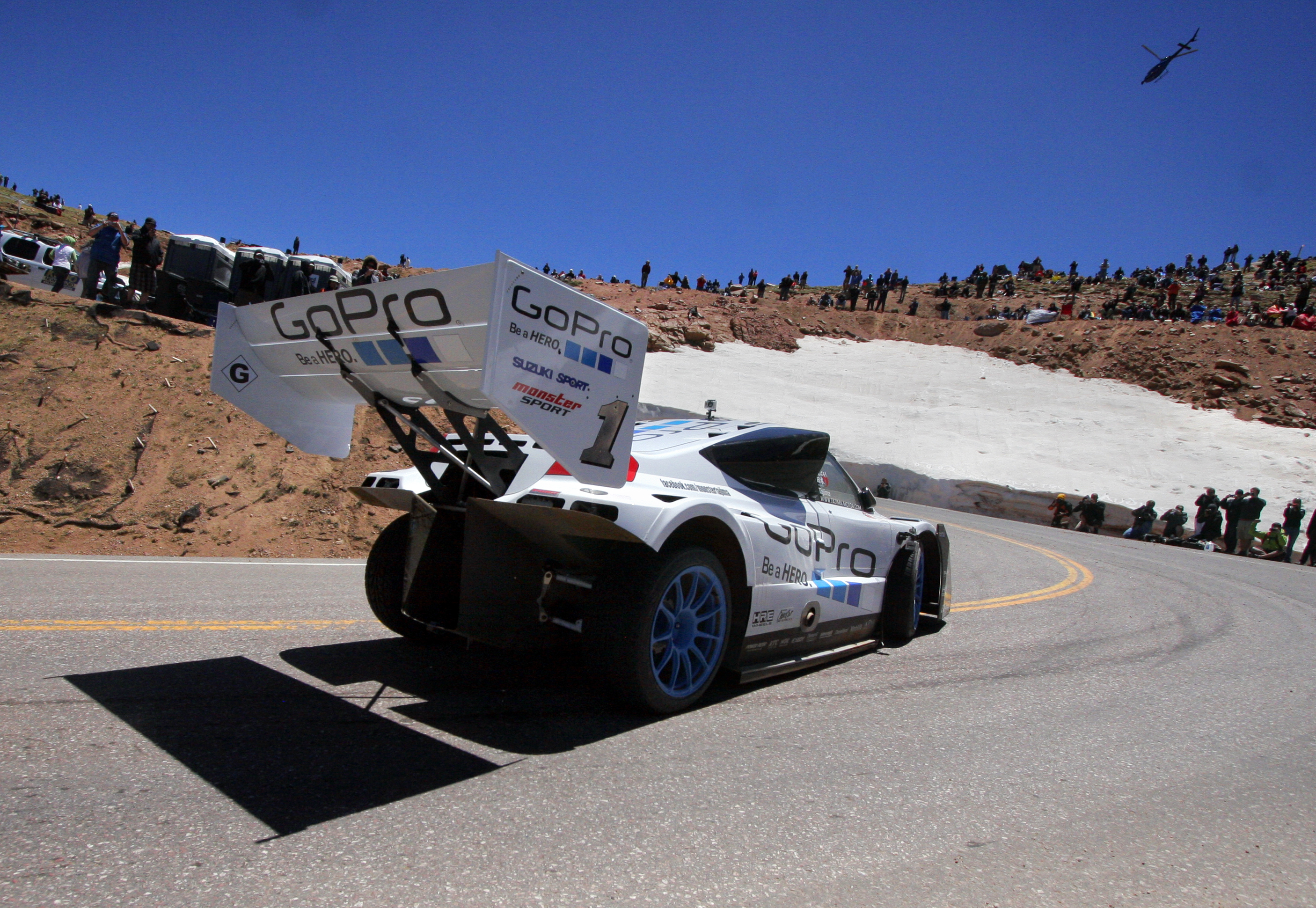
2011年版過彎貌
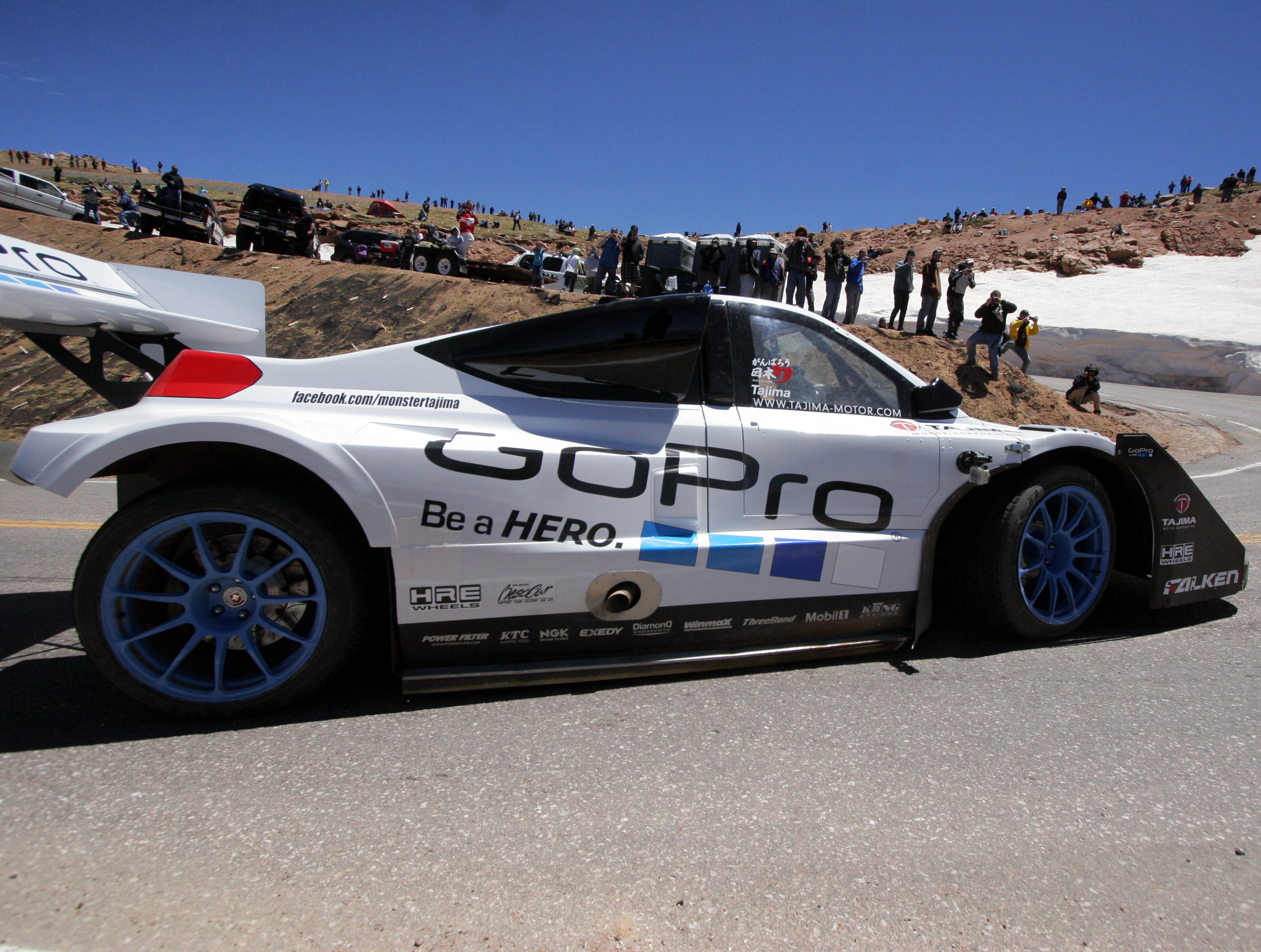
2011年版過彎貌

### 第二代（2013年-2021年）
2012年 - 9月鈴木公司先是在巴黎車展發表名為「S-Cross」的概念車設計圖，翌年3月日內瓦車展復公開量產車型。原廠將車身尺碼一定程度加大，軸距達到2,600mm，但高度降低20mm，行李廂容量增至430公升。動力心臟視市場特性及需求而定，共有1.5L直列四缸DOHC VVT M15A型引擎、1.6L直列四缸DOHC VVT M16A型引擎、2.0L直列四缸DOHC J20A型引擎、1.6L直列四缸DOHC DDiS型柴油引擎等四種；變速箱則有五或六速手動排檔、四速自動排檔、CVT等設定。歐洲地區自2013年秋季開始由馬札爾鈴木公司供應，翌年5月亦開始由金鈴汽車引進臺灣，然而這款車將不會在北美洲市場上市。
2013年 - 12月23日長安鈴木正式推出大改款的SX4，並命名為「鈴木鋒馭」。動力來源和上一代同樣為1.6L直列四缸DOHC VVT M16A型引擎，搭配五速手排或可模擬七速的CVT手自排變速箱。依照FF或4WD驅動方式、變速箱設定以及配備的不同，區分成五種車型。
2014年 - 5月在臺灣正式上市，名為「SX4 Crossover」。標準配備為7具SRS輔助安全氣囊、ABS防鎖死煞車系統、EBD電子制動力分配系統、EBA剎車輔助系統、ESP車身動態穩定系統、HHC斜坡起步輔助系統、方向盤換檔撥片及音響快撥鍵、巡航定速系統、keyless無鑰匙啟動系統等，動力心臟和上一代同樣為1.6L直列四缸DOHC VVT M16A型引擎，可輸出最大馬力118hp / 6,000prm、最大扭力15.9kg-m / 4,400rpm，搭配可模擬七速的CVT手自排變速箱。
2015年 - 9月29日SX4獲得好設計獎，同時該公司的第八代鈴木Alto/第三代鈴木Alto Lapin、第六代鈴木Every/第三代Every Wagon、第四代鈴木Solio/第二代Solio Bandit也一同獲獎。
2016年 - 8月10日印尼市場發表小改款的「SX4 S-Cross」，最明顯的差異在於水箱罩改採二條鍍鉻橫條，而動力換成1.5L直列四缸DOHC VVT M15A型引擎，可輸出109ps / 6,000rpm的最大馬力、138N·m / 4,400rpm的最大扭力。
2017年 - 4月19日開幕的上海車展上，原廠發表小改款的SX-4，並取名為鈴木驍途。車頭改採直瀑式鍍鉻前格柵，配合燻黑LED頭燈和LED日行燈。動力心臟新設1.4L直列四缸DOHC缸內直噴K14C-DITC型渦輪增壓引擎，與第四代鈴木Escudo相同。配合5速手排或CVT變速箱，可輸出最大馬力140ps / 5,500rpm、最大扭力22.4kg·m / 1,700-4,000rpm。同年6月15日，日規小改款亦正式發售。全車在匈牙利馬札爾鈴木公司製造，採進口方式引入日本。雖然沿用原1.6L直列四缸DOHC VVT M16A型引擎，但改為六速自動排檔。車頭改成直瀑式鍍鉻前格柵、燻黑LED頭燈、LED日行燈、LED尾燈、17吋新樣式鋁合金輪圈，並新增紺青色、紅色等車身塗裝。
同年6月15日日本引進匈牙利馬札爾鈴木公司製造的小改款，同樣把車頭改成直瀑式鍍鉻前格柵，並燻黑LED頭燈、LED日行燈、LED尾燈、17吋新樣式鋁合金輪圈，新增紺青色、紅色等車色，共計4種車身塗裝。同年7月21日臺灣金鈴汽車引進小改款SX4，同樣由馬札爾鈴木公司在匈牙利製造，搭載1.4L直列四缸DOHC缸內直噴K14C-DITC型渦輪增壓引擎，配合附換檔撥片的6速手自排變速箱。在行車安全防護方面，具備TECT車體、7具SRS安全輔助氣囊、ESP車身動態穩定系統、HHC斜坡輔助系統、ABS/BA/EBD三合一煞車輔助系統、TPMS胎壓偵測系統等配備。

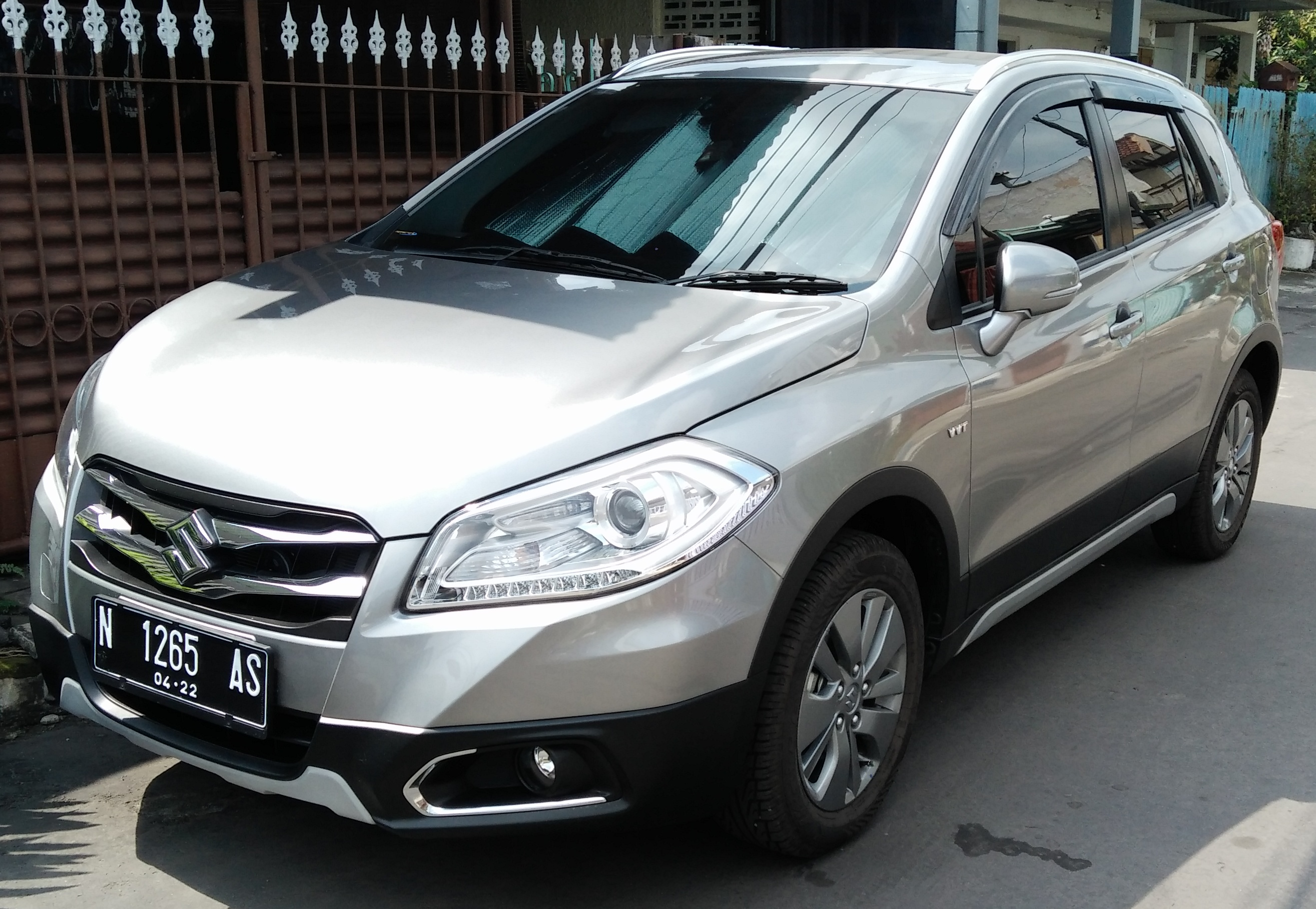
印尼SX4 S-Cross
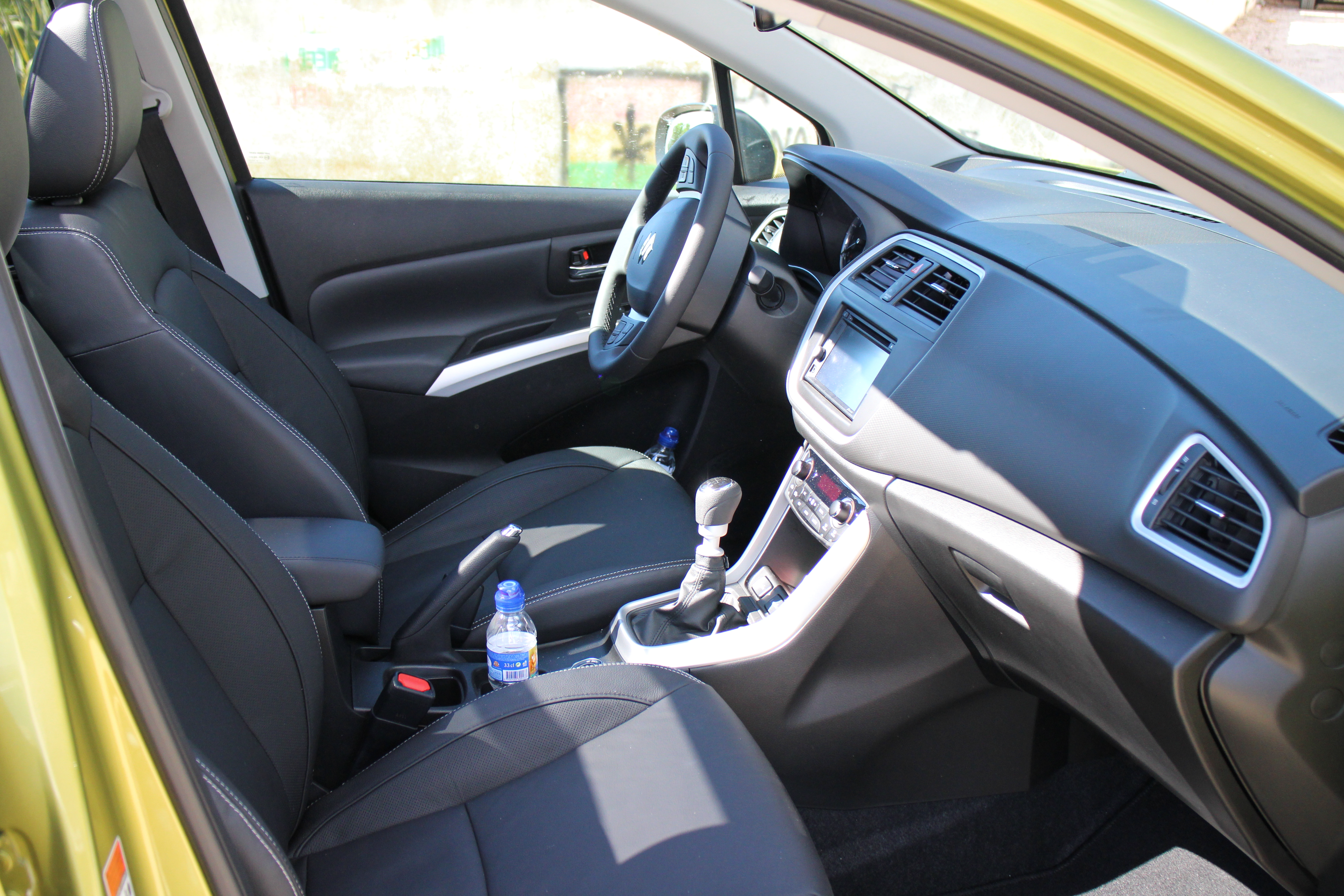
前座內裝
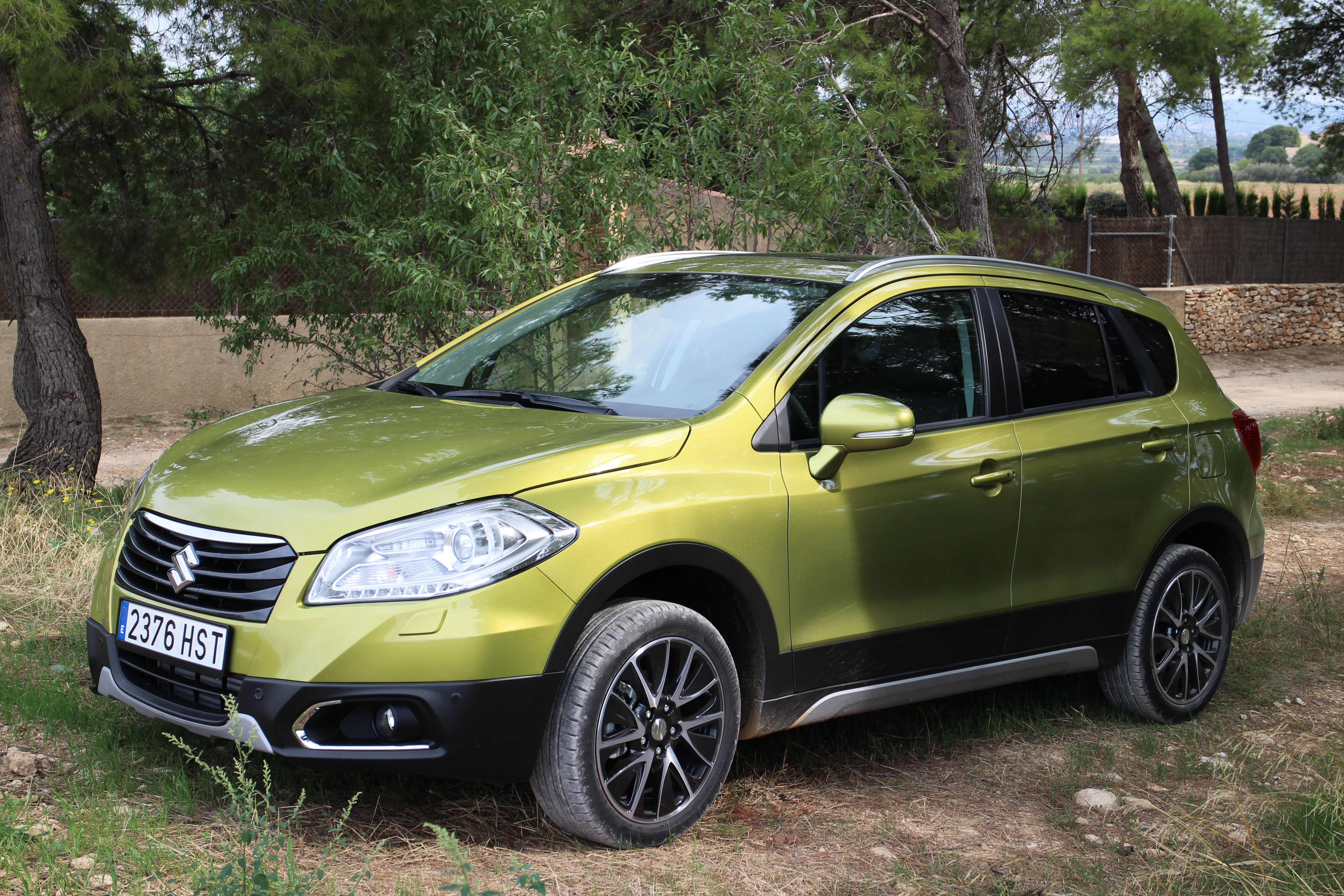
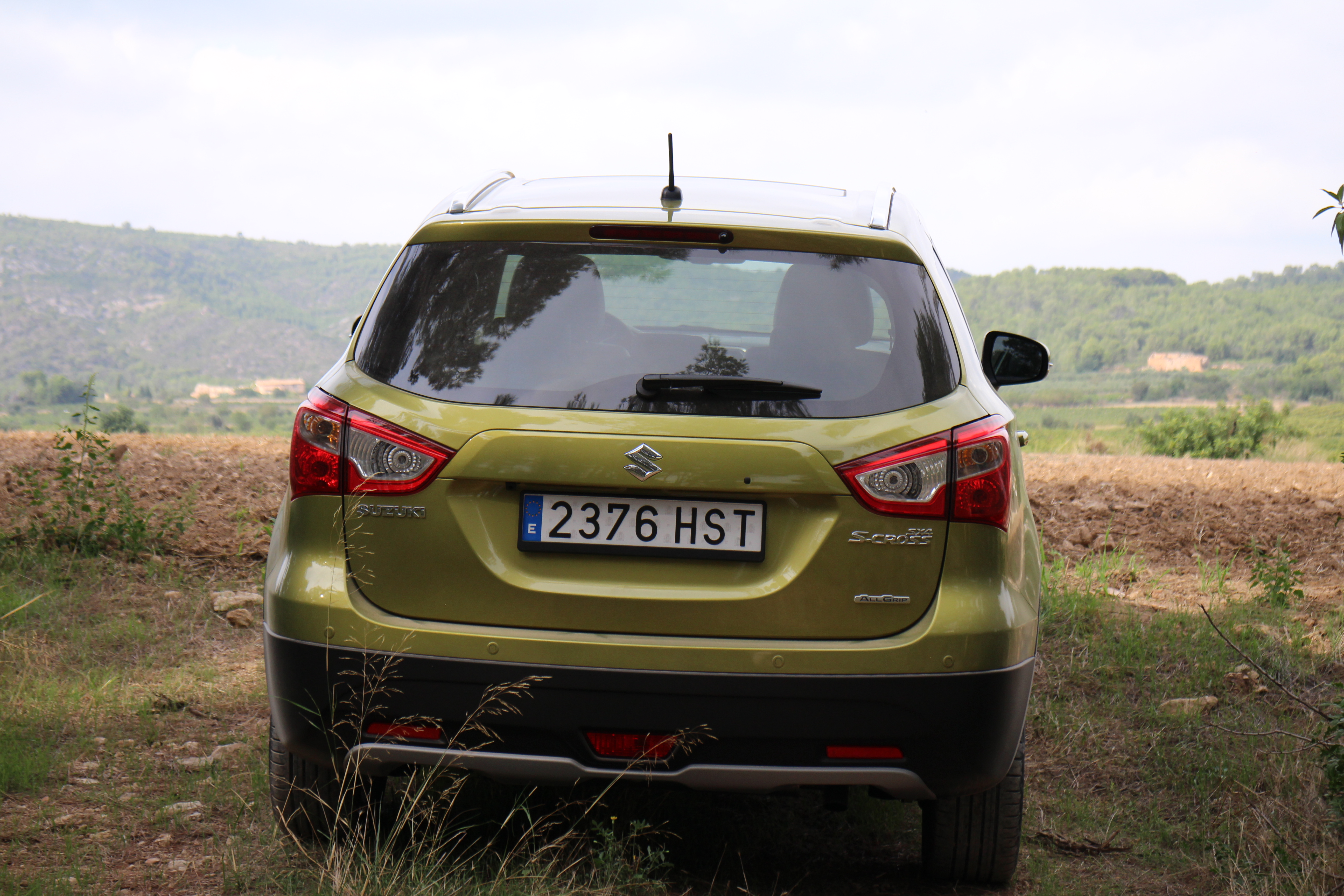
前期型車尾
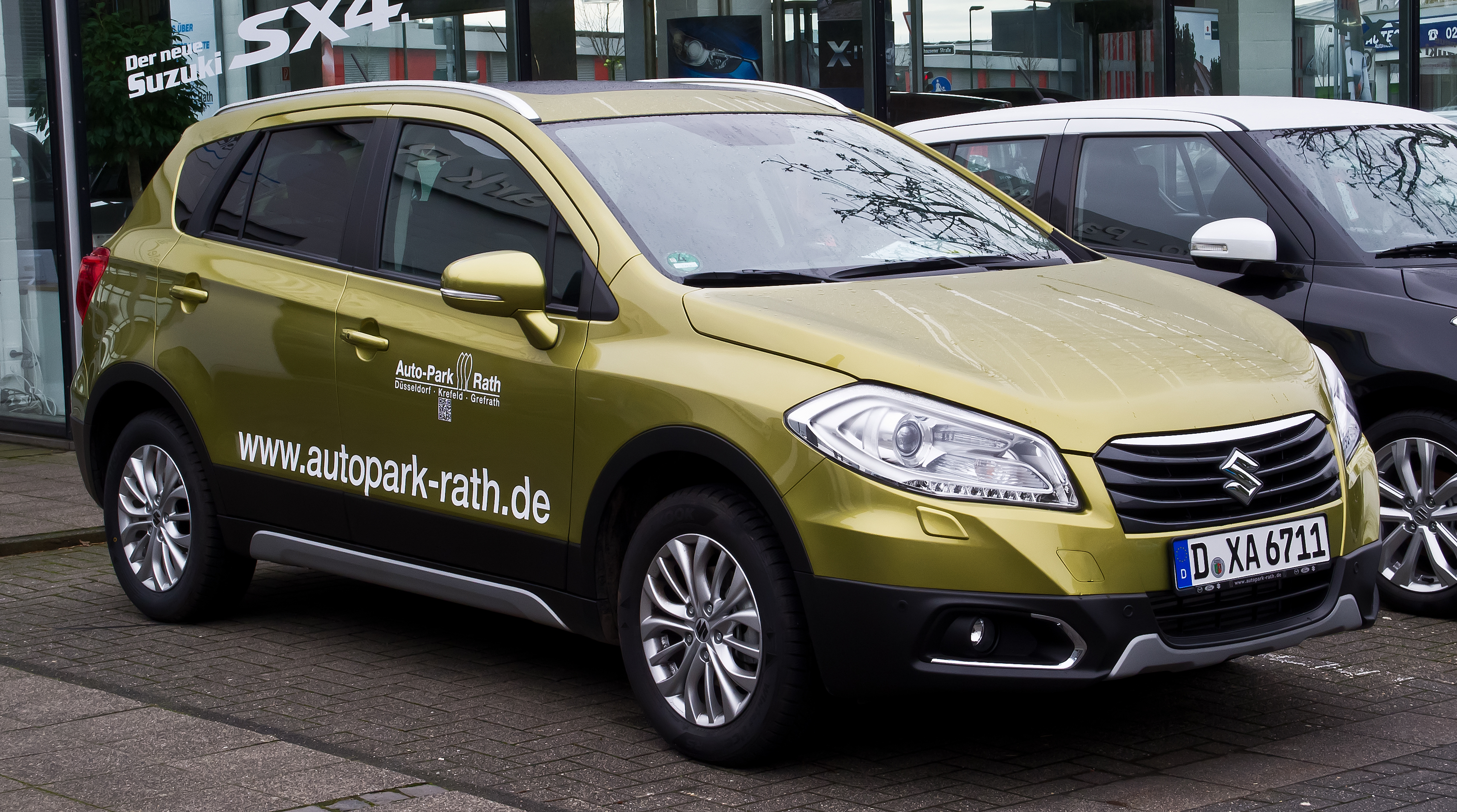
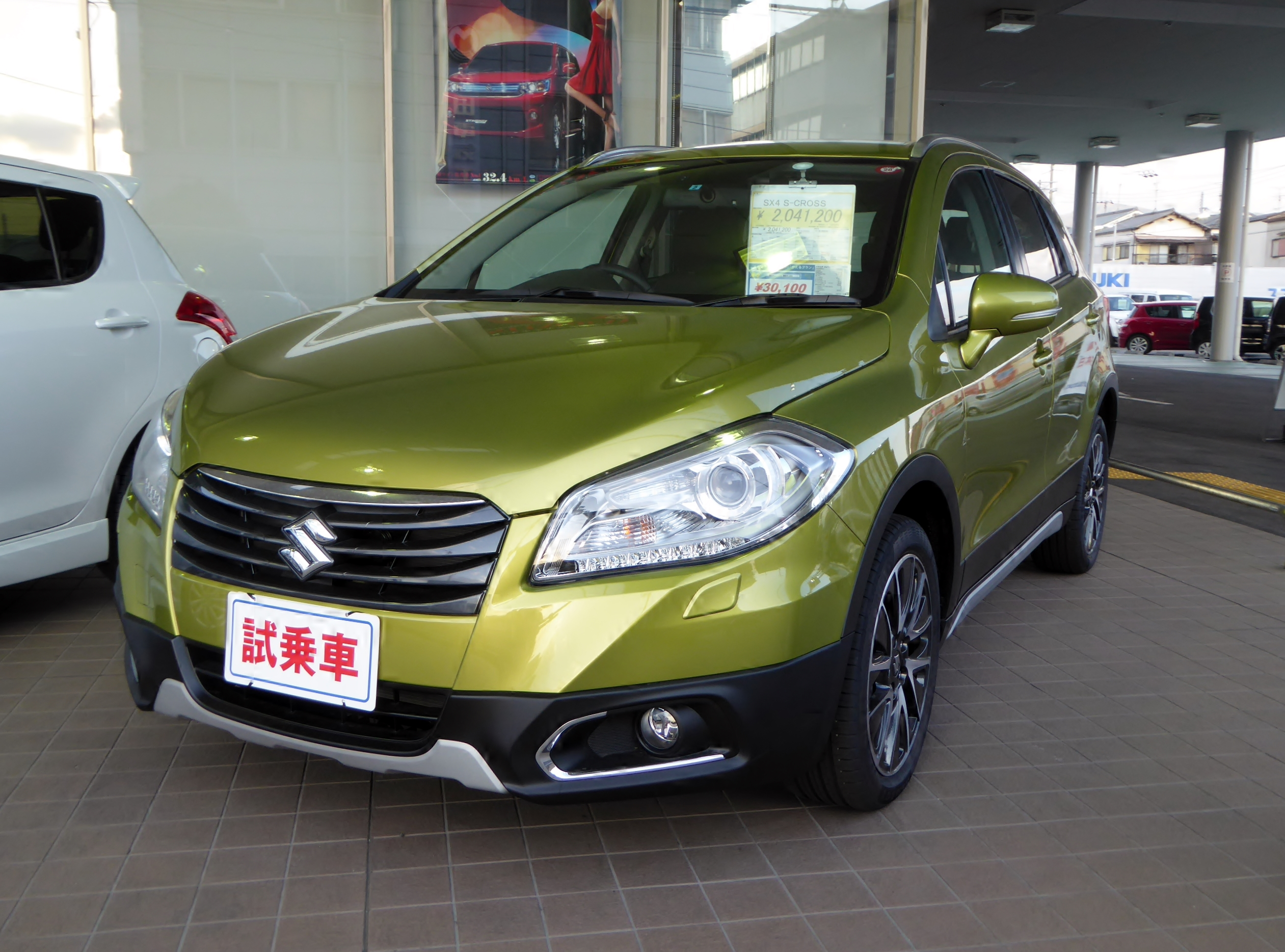
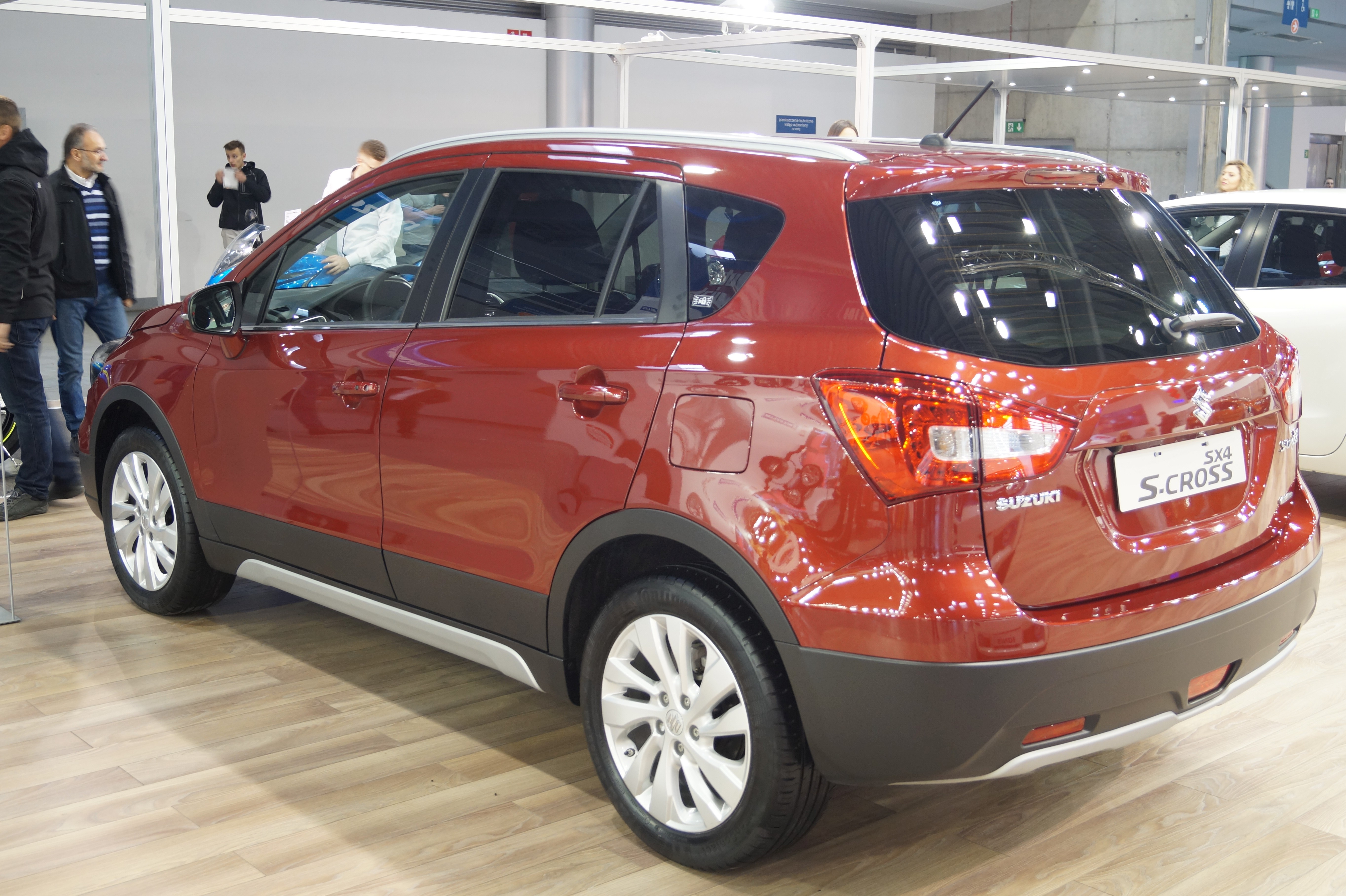
後期型車尾
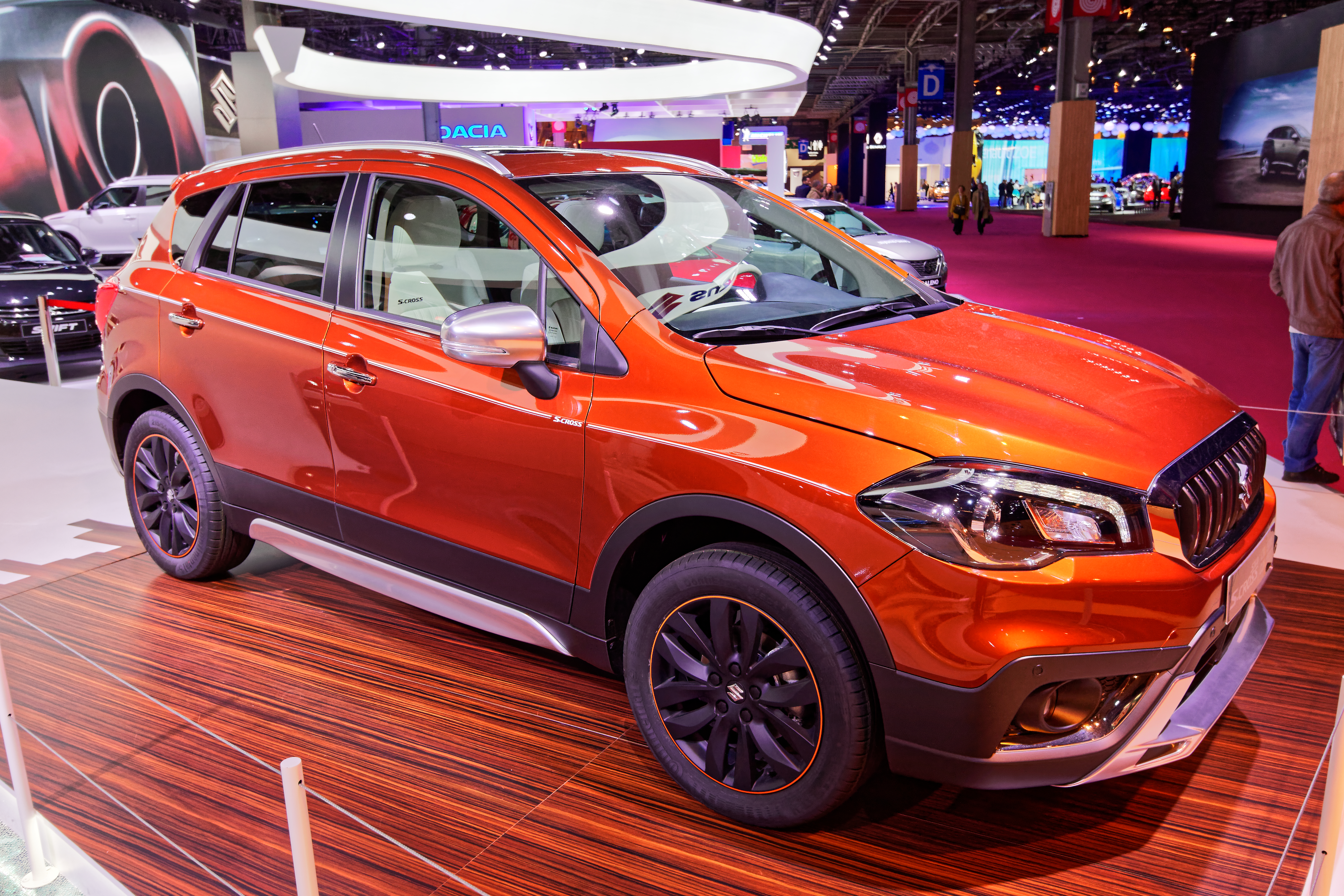
後期型車頭，攝於2016年巴黎車展
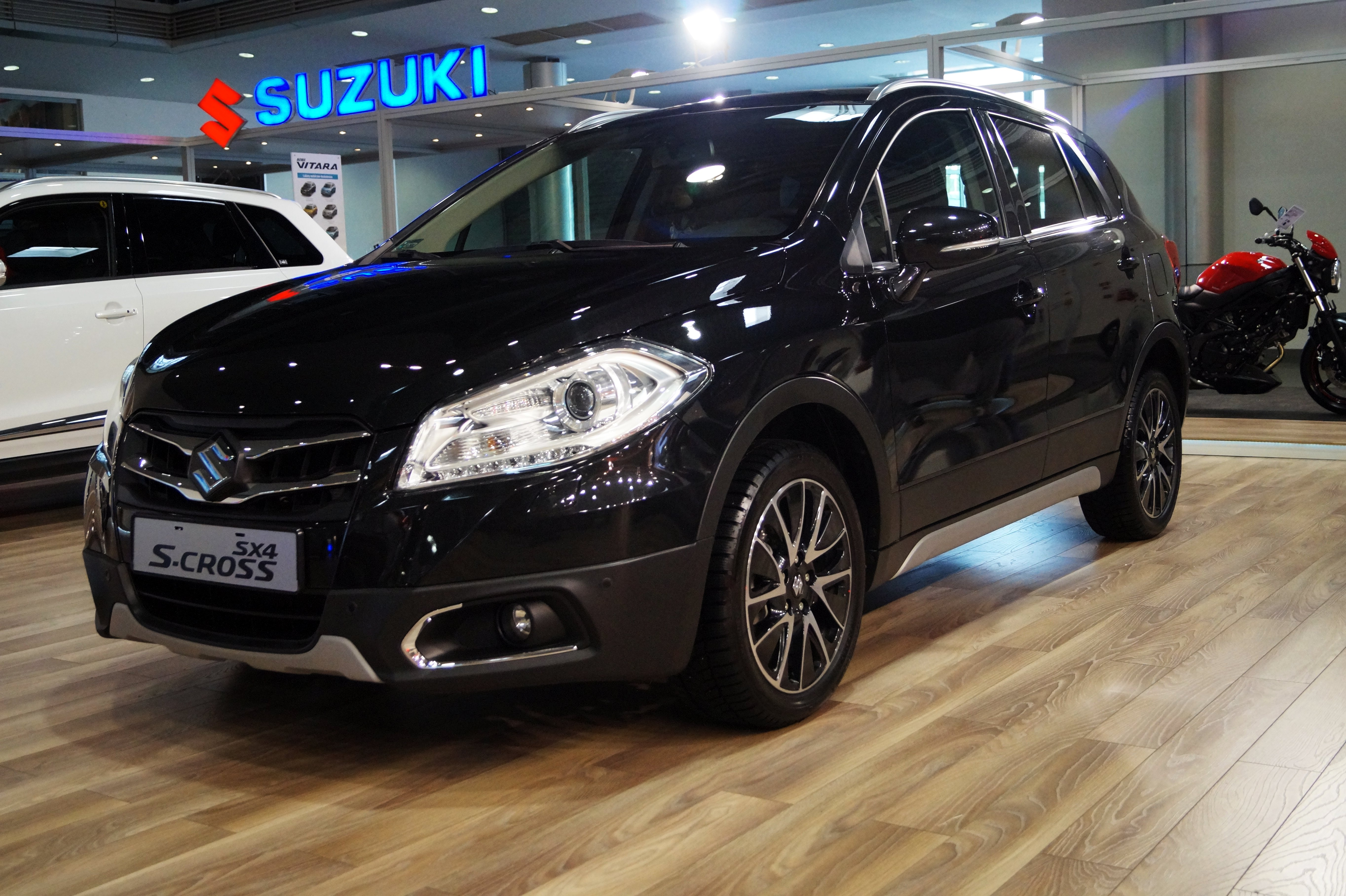
歐規1.6L DDiS柴油引擎

## 外部連結
- （繁體中文）臺灣官方網站 （页面存档备份，存于）
- （简体中文）中國官方網站
- （英文）全球官方網站